# تنظيف جاف
النظجفة أو التنظيف الجاف هي أي عملية تنظيف للملابس والمنسوجات باستخدام المذيبات العضوية بدلا من الماء. ومن المذيبات المستخدمة عادة رباعي كلورو الإيثيلين (tetrachloroethylene) وتختصره الصناعة بـ "perc" ويختصره العامة باسم «سائل النظجفة». يستخدم النظجفة لتنظيف المواد التي تتضرر بتنظيفها بالمياه والصابون أو المنظفات. ويمكن أن يستخدم الغسيل الجاف إذا كان الغسيل اليدوي للمنسوجات الحساسة شاقا.

## التاريخ
استخدم الرومان القدماء مادة كيميائية تسمى الأمونيا (مشتقة من البول) وأرض القصار (طين يمكنه امتصاص الشحوم والزيوت) لتنظيف الصوف. كانت هذه المغاسل تحصل على بولها من حيوانات المزرعة أو من أواني خاصة موجودة في الحمامات العامة. ربحت القوى العاملة الكثير من المال. أيضًا فرضت الحكومة ضرائب على جمع البول وأرسلت الناس إلى السجن لتبولهم في ملابسهم.
يستخدم النظجفة الحديث المذيبات التي لا تستخدم الماء لإزالة الأوساخ والبقع من الملابس. اكتشف جان بابتيست جولي أن المذيبات البترولية (المواد الكيميائية التي تعتمد على الوقود مثل البنزين أو الكيروسين) يمكن استخدامها للتنظيف الجاف في منتصف القرن التاسع عشر. كان جولي صاحب أعمال صبغ فرنسي. لاحظ أن مفرش المائدة أصبح أكثر نظافة بعد أن سكبت خادمته الكيروسين عليه وبسبب هذا طور خدمة تنظيف ملابس الناس بهذه الطريقة والتي أصبحت تعرف باسم «النظجفة».
استخدمت المنظفات الجافة المبكرة مذيبات ذات قاعدة بترولية مثل البنزين والكيروسين. أدت مخاوف الحريق إلى قيام ويليام جوزيف ستودارد عامل النظجفة من أتلانتا بتطوير مذيب ستودارد كبديل أقل قابلية للاشتعال للمذيبات التي أساسها البنزين. بدأت الحكومة في السيطرة على المنظفات الجافة لأن المذيبات البترولية شديدة الاشتعال تسببت في العديد من الحرائق.
بعد الحرب العالمية الأولى بدأت المنظفات الجافة باستخدام المذيبات المكلورة. كانت هذه المذيبات أقل قابلية للاشتعال من المذيبات البترولية ولديها قوة تنظيف محسنة. بحلول منتصف الثلاثينيات من القرن الماضي اعتمدت صناعة النظجفة رباعي كلورو الإيثيلين (بيركلورو إيثيلين) المعروف على نطاق واسع باسم «بيرك» كأفضل مذيب. يتمتع هذا المذيب بقوة تنظيف ممتازة وهو مستقر وغير قابل للاشتعال ولطيف على معظم الملابس. ومع ذلك كان «بيرك» أيضًا أول مادة كيميائية يتم تصنيفها على أنها مادة مسرطنة (مادة كيميائية يمكن أن تسبب السرطان) من قبل لجنة سلامة المنتجات الاستهلاكية (تم سحب التصنيف لاحقًا). في عام 1993 تبنى مجلس موارد الهواء في كاليفورنيا لوائح لتقليل النسبة المئوية للإنبعاثات من عمليات النظجفة. تعمل صناعة النظجفة على استبدال بيرك بمواد كيميائية و / أو طرق أخرى.
جرت العادة على إجراء عملية التنظيف الفعلية في مصانع مركزية إذ يتلقى عمال النظافة في الشوارع العامة الملابس من العملاء ثم يتولون إرسالها إلى المصنع وبعد ذلك إعادتها إلى المتجر حيث يمكن للعميل استلامها. كان هذا بسبب خطر نشوب حريق أو أبخرة خطرة ناتجة عن عملية التنظيف. في هذا الوقت تم إجراء النظجفة في ماكينتين مختلفتين - واحدة لعملية التنظيف نفسها والثانية لتجفيف الملابس.
آلات هذا العصر كانت تسمى منفثات، كانت أبخرتها وعوادم التجفيف ترسل إلى الهواء بنفس الطريقة كما هو الحال مع عوادم المجفف الحديث، وهو ما كان يضيف إلى التلوث البيئي. كما تم فقد الكثير من المذيب القابل لإعادة الاستخدام. وفيما بعد ضمنت الضوابط الأكثر صرامة على انبعاثات المذيبات أن جميع آلات النظجفة في العالم الغربي مغلقة بالكامل حاليا. لا تنفث أبخرة المذيبات في الغلاف الجوي في الآلات المغلقة وبدلا عن ذلك يتم إرجاع المذيب المسترد أثناء عملية التجفيف مكثفًا ومقطرًا. لذلك يمكن إعادة استخدامه لتنظيف المزيد من الأحمال أو التخلص منه بأمان. تشتمل غالبية الآلات الحديثة المغلقة أيضًا على مستشعر تجفيف يتم التحكم فيه بواسطة الكمبيوتر والذي يشعر تلقائيًا عند إزالة معظم آثار المذيب من الحمل أثناء عملية التجفيف، يضمن هذا النظام إطلاق أقل كمية من أبخرة المذيب عند فتح الباب في نهاية الدورة.

## شرح الطريقة
آلة النظجفة هي آلة مدمجة للغسالة المنزلية مع نشافة للملابس. توضع الملابس في حجرة الغسيل والعصر (يشار إليها على أنها سلة، أو حوض)، والتي هي جوهر هذه الآلة. تحتوي حجرة الغسيل على حوض اسطواني أفقي ومثقب يدور داخل جسم آلة الغسيل. وتحتوي آلة الغسيل المادة المذيبة بينما يحتوي حوض الغسيل على الملابس. ويمكن للحوض أن يتسع من 10 إلى 40 كيلوغرام.
أثناء دورة الغسيل، يملئ ثلث حجرة الآلة بالمذيب ثم يبدأ تدوير وخض الملابس. تحفظ درجة حرارة المذيب عند 30 درجة مئوية، فقد تؤذي درجات الحرارة العالية الملبوسات. أثناء دورة الغسيل، يمر المذيب عبر حجرة ترشيح ثم يعاد إلى الحوض. تسمى هذه بدورة المذيب، وتستمر لمدة الغسيل. يزال المذيب ويرسل إلى وحدة تقطير تضم مرجلا ومكثفا. يدخل المذيب المتكثف إلى وحدة فاصلة لفصل الماء المتبقي من المذيب ومن ثم يعود إلى خزان المذيب. معدل التدفق الأمثل هو ما يقرب 8 لترات من المذيب للكيلوغرام الواحد من الملابس في الدقيقة الواحدة، وهذا يتوقف على حجم الآلة.

## معالجة المذيبات
يمر مذيب العمل من غرفة الغسيل عبر عدة خطوات ترشيح قبل إعادته إلى غرفة الغسيل. تتمثل الخطوة الأولى في مصيدة الأزرار والتي تمنع الأجسام الصغيرة مثل الوبر والمثبتات والأزرار والعملات المعدنية من دخول مضخة المذيبات.
بمرور الوقت تتراكم طبقة رقيقة (تسمى الوحل) على مرشح النسالة. تتم إزالة الوحل بانتظام (عادةً مرة واحدة يوميًا) ثم معالجته لاستعادة المذيبات العالقة في الوحل. تستخدم العديد من الآلات «مرشحات قرصية دوارة» والتي تزيل الأوساخ من الفلتر بقوة الطرد المركزي أثناء غسلها مرة أخرى بالمذيب.
بعد مرشح النسالة يمر المذيب عبر مرشح خرطوشة ماص. يتكون هذا الفلتر من الطين المنشط والفحم ويزيل البقايا غير المتطايرة إلى جانب الأصباغ من المذيب. أخيرًا يمر المذيب عبر مرشح تلميع ثم يتم إعادة المذيب النظيف إلى خزان المذيب العامل.
لتعزيز قوة التنظيف يتم إضافة كميات صغيرة من المنظف (0.5٪ -1.5٪) إلى مذيب العمل وهي ضرورية لوظائفه. اعتمادًا على تصميم الجهاز يتم استخدام منظف أنيوني أو كاتيوني. نظرًا لأن استرداد المذيبات أقل من 100٪ ولأن النظجفة لا يزيل البقع القائمة على الماء جيدًا فقد طور رواد الأعمال عملية التنظيف الرطب والتي تتمثل في جوهرها في الغسيل بالماء البارد والتجفيف بالهواء باستخدام جهاز كمبيوتر - غسالة ومجفف متحكم فيهما. بشكل عام لا يزال التنظيف الرطب قيد التحسين والتطوير على الرغم من استخدام الإصدارات منخفضة التقنية منه لعدة قرون.

## الرموز
الأشخاص الذين يصنعون الملابس لديهم رموز خاصة توضح كيفية تنظيفها. رمز غسيل GINETEX الدولي للتنظيف الجاف عبارة عن دائرة. قد تحتوي على حرف P بالداخل للإشارة إلى مذيب بيركلورو إيثيلين أو حرف F بالداخل للإشارة إلى مذيب هيدروكربوني. يعني وجود شريط أسفل الدائرة أنه يجب استخدام عمليات التنظيف الخفيفة فقط. تعني الدائرة الفارغة المشطوب عليها أنه لا ينبغي تنظيف الملابس بالنظجفة.

## مخلفات النظجفة

### الوحل المطبوخ
تعتبر بقايا المسحوق المطبوخ نفايات خطرة وتحتوي على مذيب ومواد ترشيح مسحوقية وكربون ومخلفات غير متطايرة ونسالة وأصباغ وشحوم وتربة وماء، هناك قواعد تحدد كيفية التخلص من هذه المواد.

### الحمأة
حمأة النفايات أو المخلفات الصلبة التي لا تزال تحتوي على مذيب وماء وكربون وغيرها من المخلفات غير المتطايرة.

## البيئة
تصنف وكالة حماية البيئة في الولايات المتحدة البيرك على أنه مادة ملوثة خطيرة للهواء، لمنعها من الوصول إلى مياه الشرب يجب على شركات المنظفات الجافة التي تستخدم بيرك اتخاذ احتياطات خاصة ضد تلوث الموقع، أصبح ملاك المساكن مترددين بشكل متزايد في السماح لعمال النظجفة بالعمل في مبانيهم. عند إطلاقه في الهواء يمكن أن يساهم البيرك في الضباب الدخاني عندما يتفاعل مع مواد الكربون العضوية المتطايرة الأخرى. أعلنت كاليفورنيا أن مادة البيركلورو إيثيلين مادة كيميائية سامة في عام 1991 وسيصبح استخدامها غير قانوني في تلك الولاية في عام 2023.

## المذيبات المستخدمة

### المذيبات الحديثة
إثيرات الجليكول (ديبروبيلين جليكول ثلاثي بوتيل إيثر) (رينيكس) (سولفير) - في كثير من الحالات تكون أكثر فعالية من بيركلورو إيثيلين (بيرك). في جميع الحالات فهي أفضل للبيئة.
الهيدروكربون - يشبه هذا إلى حد كبير النظجفة القياسي لكن تستخدم مذيبات هيدروكربونية. في حين أن هذه المذيبات قابلة للاشتعال إلا أنها لا تشكل مخاطر عالية لحدوث حريق عند استخدامها بشكل صحيح. يحتوي المذيب الهيدروكربوني أيضًا على مركبات عضوية متطايرة تساهم في الضباب الدخاني.
السيليكون السائل (ديكاميثيل سيكلوبنتاسيلوكسان) ألطف على الملابس من بيرك ولا يسبب فقدان اللون. على الرغم من أنها صديقة للبيئة بدرجة كبيرة إلا أن سعرها يزيد عن ضعف سعر بيرك. يتحلل في غضون أيام في البيئة إلى السيليكا. أجرت شركة داو كورنينغ اختبارات السمية التي وجدت أن السيليكون السائل يزيد من حدوث الأورام في إناث الفئران (لم يلاحظ أي تأثير في ذكور الفئران). لكن المزيد من البحث خلص إلى أن التأثيرات التي لوحظت في الفئران ليست ذات صلة بالبشر لأن المسار البيولوجي الذي ينتج عنه تكوين الورم فريد من نوعه بالنسبة للفئران.

### خلائط الهيدروكربون المعدلة
البيركلورو إيثيلين - يُستخدم البيرك منذ الأربعينيات من القرن الماضي وهو المذيب الأكثر شيوعًا و «المعيار» لأداء التنظيف والمنظف الأكثر قوة. يمكن أن يتسبب في فقدان اللون خاصة في درجات الحرارة المرتفعة وقد يؤدي إلى تدمير الزخارف والأزرار والخرزات الخاصة على بعض الملابس. أفضل للبقع الزيتية (التي تمثل حوالي 10٪ من البقع) من البقع الأكثر شيوعًا القابلة للذوبان في الماء (القهوة والنبيذ والدم، إلخ). يترك الإيثيلين رائحة كيميائية مميزة على الملابس وهو غير قابل للاشتعال.
ثاني أكسيد الكربون السائل - تقارير المستهلك صنفت هذه الطريقة على أنها أفضل من الطرق التقليدية لكن معهد النظجفة والغسيل علق على «قدرته المنخفضة على التنظيف إلى حد ما» في تقرير عام 2007. الملابس التي يتم تنظيفها بغاز ثاني أكسيد الكربون لا تطلق الغازات من المركبات المتطايرة، يستخدم تنظيف ثاني أكسيد الكربون أيضًا في إصلاح أضرار الحرائق نظرًا لفعاليته في إزالة المخلفات السامة والسخام والروائح الناتجة عن الحريق. التأثير البيئي منخفض للغاية، ثاني أكسيد الكربون غير سام تمامًا تقريبًا ولا يستمر في الملابس أو في البيئة كما أن غازات الاحتباس الحراري أقل من تلك الموجودة في العديد من المذيبات العضوية.
التنظيف الرطب - نظام يستخدم الماء والصابون القابل للتحلل. تضمن المجففات والآلات التي يتم التحكم فيها بواسطة الكمبيوتر احتفاظ القماش بحجمه وشكله الطبيعي.

## النظجفة بالمنزل
تتيح العديد من المنتجات التجارية في السوق اليوم إجراء عناصر من عملية النظجفة في المنزل باستخدام آلات الغسيل المنزلية. على الرغم من أنها ليست العملية الكاملة التي سيتم إجراؤها بواسطة منظف جاف محترف إلا أنها تتيح راحة الغسيل المنزلي والعمل لأنواع معينة من الملابس.